# HMS Waglan (J211)
Le HMS Waglan (pennant number J211)  est un dragueur de mines de la Classe Bangor lancé pour la Royal Navy, mais capturé pendant sa construction par les forces japonaises et utilisé par la marine impériale japonaise au cours de la Seconde Guerre mondiale.

## Conception
Initialement noté HMS Seaford (J211), il est commandé dans le cadre du programme de la classe Bangor de 1940-41 le 27 septembre 1940 pour le chantier naval de Taikoo Dockyard and Engineering Company à Hong Kong. La pose de la quille est effectuée le 12 juillet 1941, il est renommé HMS Waglan (J211) en septembre 1941. Capturé par les forces japonaises sur les docks le 26 décembre 1941, il est renommé W-102 et lancé le 20 mars 1943 et mis en service le 28 septembre 1944 pour la marine impériale japonaise.
La classe Bangor doit initialement être un modèle réduit de dragueur de mines de la classe Halcyon au service de la Royal Navy,. La propulsion de ces navires est assurée par 3 types de motorisation: moteur diesel, moteur à vapeur à pistons double ou triple expansions et turbine à vapeur. Cependant, en raison de la difficulté à se procurer des moteurs diesel, la version diesel a été réalisée en petit nombre.
Les dragueurs de mines de classe Bangor version anglaise à moteur alternatif à vapeur déplacent 684 tonnes en charge normale. Afin de pouvoir loger les chaufferies, ce navire possède des dimensions plus grandes que les premières versions à moteur diesel avec une longueur totale de 58 mètres LHT, une largeur de 8,69 mètres et un tirant d'eau de 3,2 mètres. Ce navire est propulsé par 2 moteurs alternatifs verticaux à triple expansions alimentés par 2 chaudières à tubes d'eau à 3 tambours Admiralty et entraînant deux arbres d'hélices. Les moteurs développent une puissance de 2 400 chevaux-vapeur (1 790 kW) et atteignent une vitesse maximale de 16 nœuds (30 km/h). Le dragueur de mines peut transporter un maximum de 163 tonnes de fioul qui lui donne un rayon d'action de 2 800 milles nautiques (5 200 kilomètres) à 10 nœuds (19 km/h).
Leur manque de taille donne aux navires de cette classe de faibles capacités de manœuvre en mer, qui seraient même pires que celles des corvettes de la classe Flower. Les versions à moteur diesel sont considérées comme ayant de moins bonnes caractéristiques de maniabilité que les variantes à moteur alternatif à faible vitesse. Leur faible tirant d'eau les rend instables et leurs coques courtes ont tendance à enfourner la proue lorsqu'ils sont utilisés en mer de face.
Les navires de la classe Bangor sont également considérés comme exiguës pour les membres d'équipage, entassant plus de 60 officiers et matelots dans un navire initialement prévu pour un total de 40 hommes.

## Histoire

### Seconde Guerre mondiale
Sa quille est posée comme HMS Seaford (J211), il est renommé HMS Waglan en septembre 1941 en cours de construction. Il est capturé sur les stocks par les japonais à la chute de Hong Kong. Les japonais reprennent sa construction comme navire de la Marine impériale japonaise; le dragueur W-102 à Hong Kong et est mis en service le 28 septembre 1944.
Le W-102 est endommagé par un avion américain au large de Keelung le 3 février 1945. Il est récupéré par les Alliés et remis en état comme dragueur de mines allié et mis en service à partir du 1er décembre 1945. Le 20 novembre 1947, il retourne à la Royal Navy.
Il est détruit à Tokyo le 31 mars 1948.